# Gordon Morison
 (mai 2022).
Si vous disposez d'ouvrages ou d'articles de référence ou si vous connaissez des sites web de qualité traitant du thème abordé ici, merci de compléter l'article en donnant les références utiles à sa vérifiabilité et en les liant à la section « Notes et références ».
Gordon Alexander Morison (Indiana, 27 avril 1930 - 20 juillet 2000) est un illustrateur et graphiste américain. Il était l'un des artistes les plus en vue de l'entreprise de jeu d'arcade D. Gottlieb & Co..
Morison a repris la suite des autres grands artistes qui l'avaient précédé, tels que Roy Parker (de 1947 à 1965 ) et Art Stenholm (de 1965 à 1970 ), créant à la fois les graphismes des frontons (afficheurs de scores) et des plateaux.

## Biographie
Au retour de la guerre de Corée, Morison a commencé à travailler pour Advertising Posters, une agence publicitaire qui fournissait à l'usine de flippers Gottlieb des sérigraphies pour les plateaux de flippers. Au début des années 1970, après la mort de Roy Parker et le départ de son successeur Art Stenholm, Morison a commencé à travailler pour Gottlieb (toute en restant employé par Advertising Posters), créant ainsi son premier flipper : Galaxie (connu en Europe sous le nom de 2001 ), en janvier 1971. Tout au long de cette décennie, Gordon Morison a été le plus gros contributeur artistique de l'usine de Chicago, travaillant avec le grand game designer Ed Krynski, avec qui il a formé une formidable équipe qui crée 137 flippers, dont le dernier était Asteroid Annie et les extraterrestres, de décembre 1980.
Immédiatement reconnaissable, le trait de Gordon Morison s'inspire clairement du graphisme des comics américains, mais il doit aussi beaucoup à l'Art déco européen, une influence probablement liée à ses prétendues origines canadiennes. Un exemple notable de cette fusion originale des styles se trouve sur le fronton du flipper Drop-a-Card de novembre 1971, où le thème des cartes à jouer est traité de manière comique et ironique ; les cartes les plus importantes (Roi, Dame, Valet) se transforment en "vrais" personnages aux visages expressifs, qui jouent au poker entre eux : alors que le Valet surprend la Dame en lui montrant un carré d'as, le roi en profite pour tirer une carte de sa manche.
Les thèmes récurrents de Morison sont les loisirs et les sports ; cartes à jouer, billard, bowling, surf, mais aussi des mondes légendaires, comme le vieil Ouest, l'Orient mystérieux, l'espace extra-atmosphérique. Morison se démarque avant tout par la manière de représenter de belles "pin-ups", aux cheveux flottants et aux courbes généreuses, mais toujours sans vulgarité : la reine blonde (au décolleté généreux) de Drop-a-Card, la joueuse de bowling de Ten-Up, les odalisques joyeuses et improbables de Flying Carpet, ...
Gordon Morison et Ed Krynski ont créé de nombreux flippers qui sont restés des classiques de leur genre au cours des années 70, inspirés des thèmes les plus divers, parmi lesquels on peut retenir : Aquarius, Atlantis, Buccaneer, Drop-a-card, El Dorado, Tapis volant, Galaxie, High Hand, Jungle King, Lawman, Royal Flush, Sinbad, Sky Jump, Sure Shot, Ten-Up, Top Card . Dans les années 1980, Gordon Morison n'a créé que 5 flippers : The Amazing Spiderman, Circus, Counterforce, Star Race et le susmentionné Asteroid Annie & the Aliens de décembre 1980, le dernier flipper fabriqué pour Gottlieb.
Quittant Gottlieb au début des années 1980, Morison a travaillé pour Stern un concurrent, bien qu'il n'ait pas été crédité. Morison est resté très prolifique dans domaines de l'illustration, de la publicité et de la bande dessinée (il a entre autres réalisé plusieurs numéros de Slimer, un personnage pour enfants inspiré du film à succès SOS Fantômes), il a travailler comme designer indépendant jusqu'à l'âge de 70, travaillant à un rythme acharné et restant sur sa planche à dessin 60 à 80 heures par semaine.
Gordon Morison est décédé d'une grave maladie pulmonaire en juillet 2000, quelques semaines seulement après son deuxième mariage. Quelques mois plus tard, lors de la Pinball Expo de Chicago en 2000, un ami cher, le Dr. Keith Egging lui a rendu un vibrant hommage : il le décrit comme un esprit libre, au caractère timide mais d'une grande sensibilité, un éternel adolescent qui aimait les bandes dessinées, les jeux, les dessins animés, l'Égypte ancienne, les monstres., extraterrestres et fantastiques (qui remplissaient sa maison), mais qui s’intéressait également par les nouvelles possibilités offertes par l'informatique, qu'il utilisait déjà pour son travail, mais qu'il aurait aimé connaître plus en profondeur.
Le grand art de Gordon Morison vit encore aujourd'hui dans ses belles "machines", devenues d'authentiques objets "cultes" pour les collectionneurs du monde entier.